# Zeteumenidion invertitus
Zeteumenidion invertitus är en stekelart som beskrevs av Giordani Soika 1944. Zeteumenidion invertitus ingår i släktet Zeteumenidion och familjen Eumenidae. Inga underarter finns listade i Catalogue of Life.